# 43. ceremonia wręczenia nagród Brytyjskiej Akademii Filmowej
43. ceremonia rozdania nagród Brytyjskiej Akademii Sztuk Filmowych i Telewizyjnych.
 Najwięcej statuetek (po 3) otrzymały filmy Missisipi w ogniu i Przygody barona Munchausena.

## Nominacje
Laureaci oznaczeni są wytłuszczeniem

### Najlepszy film
- Steven Haft, Paul Junger Witt, Tony Thomas, Peter Weir – Stowarzyszenie Umarłych Poetów
- Rob Reiner – Kiedy Harry poznał Sally
- Noel Pearson, Jim Sheridan – Moja lewa stopa
- Lewis Gilbert – Shirley Valentine

### Najlepszy film zagraniczny
- René Cleitman, Bertrand Tavernier – Życie i nic więcej
- Pedro Almodóvar – Kobiety na skraju załamania nerwowego
- Per Holst, Bille August – Pelle zwycięzca
- Mira Nair – Salaam Bombay!

### Najlepszy aktor
- Daniel Day-Lewis − Moja lewa stopa
- Kenneth Branagh − Henryk V
- Dustin Hoffman − Rain Man
- Robin Williams − Stowarzyszenie Umarłych Poetów

### Najlepsza aktorka
- Pauline Collins − Shirley Valentine
- Glenn Close − Niebezpieczne związki
- Jodie Foster − Oskarżeni
- Melanie Griffith − Pracująca dziewczyna

### Najlepszy aktor drugoplanowy
- Ray McAnally − Moja lewa stopa
- Marlon Brando − Sucha biała pora
- Sean Connery − Indiana Jones i ostatnia krucjata
- Jack Nicholson − Batman

### Najlepsza aktorka drugoplanowa
- Michelle Pfeiffer − Niebezpieczne związki
- Peggy Ashcroft − Madame Sousatzka
- Laura San Giacomo − Seks, kłamstwa i kasety wideo
- Sigourney Weaver − Pracująca dziewczyna

### Najlepsza reżyseria
- Kenneth Branagh − Henryk V
- Stephen Frears − Niebezpieczne związki
- Alan Parker − Missisipi w ogniu
- Peter Weir − Stowarzyszenie Umarłych Poetów

### Najlepszy scenariusz oryginalny
- Nora Ephron − Kiedy Harry poznał Sally
- Ronald Bass, Barry Morrow − Rain Man
- Steven Soderbergh − Seks, kłamstwa i kasety wideo
- Tom Schulman − Stowarzyszenie Umarłych Poetów

### Najlepszy scenariusz adaptowany
- Christopher Hampton − Niebezpieczne związki
- Shane Connaughton, Jim Sheridan − Moja lewa stopa
- Frank Galati, Lawrence Kasdan − Przypadkowy turysta
- Willy Russell − Shirley Valentine

### Najlepsze zdjęcia
- Peter Biziou − Missisipi w ogniu
- John Seale, Alan Root − Goryle we mgle
- Kenneth MacMillan − Henryk V
- Philippe Rousselot − Niebezpieczne związki
- Philippe Rousselot − Niedźwiadek

### Najlepsze kostiumy
- Gabriella Pescucci − Przygody barona Munchausena
- Bob Ringwood − Batman
- Phyllis Dalton − Henryk V
- James Acheson − Niebezpieczne związki

### Najlepszy dźwięk
- Bill Phillips, Danny Michael, Robert J. Litt, Elliot Tyson, Rick Kline − Missisipi w ogniu
- Don Sharpe, Tony Dawe, Bill Rowe − Batman
- Campbell Askew, David Crozier, Robin O’Donoghue − Henryk V
- Richard Hymns, Tony Dawe, Ben Burtt, Gary Summers, Shawn Murphy − Indiana Jones i ostatnia krucjata

### Najlepszy montaż
- Gerry Hambling − Missisipi w ogniu
- Mick Audsley − Niebezpieczne związki
- Stu Linder − Rain Man
- William M. Anderson − Stowarzyszenie Umarłych Poetów

### Najlepsze efekty specjalne
- Ken Ralston, Michael Lantieri, John Bell, Steve Gawley − Powrót do przyszłości II
- Derek Meddings, John Evans − Batman
- George Gibbs, Michael J. McAlister, Mark Sullivan, John Ellis − Indiana Jones i ostatnia krucjata
- Kent Houston, Richard Conway − Przygody barona Munchausena

### Najlepsza muzyka
- Maurice Jarre − Stowarzyszenie Umarłych Poetów
- George Fenton − Niebezpieczne związki
- Trevor Jones − Missisipi w ogniu
- Carly Simon − Pracująca dziewczyna

### Najlepsza charakteryzacja
- Maggie Weston, Fabrizio Sforza, Pam Meager − Przygody barona Munchausena
- Paul Engelen, Nick Dudman − Batman
- Ken Jennings − Moja lewa stopa
- Jean-Luc Russier − Niebezpieczne związki

### Najlepsza scenografia
- Dante Ferretti − Przygody barona Munchausena
- Anton Furst − Batman
- Tim Harvey − Henryk V
- Stuart Craig − Niebezpieczne związki

## Podsumowanie
Laureaci

Nagroda / Nominacja

- 3 / 4 – Przygody barona Munchausena
- 3 / 5 – Missisipi w ogniu
- 2 / 5 – Moja lewa stopa
- 2 / 6 – Stowarzyszenie Umarłych Poetów
- 2 / 10 – Niebezpieczne związki
- 1 / 2 – Kiedy Harry poznał Sally
- 1 / 3 – Shirley Valentine
- 1 / 6 – Henryk V

Przegrani

- 0 / 2 – Seks, kłamstwa i kasety wideo
- 0 / 3 – Indiana Jones i ostatnia krucjata
- 0 / 3 – Pracująca dziewczyna
- 0 / 6 – Batman